# Nambatingue Toko
Nambatingue Toko   (N'Djamena, 21 d'agost de 1952), nom compert Nambatingue Tokomon Dieudonné, és un exfutbolista txadià de les dècades de 1970 i 1980.
Pel que fa a clubs, jugà tota la seva carrera a França, a clubs com OGC Nice i Paris Saint-Germain FC. Un cop retirat fou entrenador a França.